# Кирюшин, Геннадий Васильевич
Геннадий Васильевич Кирюшин (род. 8 августа 1949, Чкалов, СССР) — российский предприниматель и учёный, заместитель главного инженера отдела конструкторского бюро (ОКБ) космических аппаратов семейства «Янтарь» 1986—1995 годах, основатель и владелец поволжского мобильного оператора связи ОАО СМАРТС 1991—2015 годах.
Автор ряда трудов и нескольких изобретений.

## Биография
С 1963 года — комсомолец, позже до самого роспуска был членом КПСС
С 1968 по 1973 год, окончил Одесский электротехнический институт связи, факультет автоматической электросвязи.
С 1973 по 1978 год, прораб участка, главный инженер Оренбургского филиала «ПМК-503», Челябинской компании «Связьстрой-5».
С 1978 по 1986 год, работал [кем?] в Куйбышевском электротехническом институте связи.
С 1986 по 1995 год, ведущий инженер, главный специалист, начальник отдела, заместитель главного инженера отдела конструкторского бюро (ОКБ) космических аппаратов семейства «Янтарь».
В 1991 году, основал и возглавил в должности генерального директора мобильного оператора связи «СМАРТС».
В 1998 году, получил степень кандидата технических наук, темой диссертации были «Пути повышения эффективности цифровых сотовых систем радиосвязи стандарта GSM».
С 2006 по 2015 год, председатель совета директоров ОАО «СМАРТС».
Владеет турбазой «Лада» на полуострове Копылово, яхтой.

## Политическая деятельность
В 2007—2008 год, председатель Высшего Совета Самарского регионального отделения партии Гражданская Сила, баллотировался кандидатом в депутаты Государственной думы 5-го созыва по партийным спискам, но партия не преодолела избирательный барьер.
В 2007—2017 год, председатель Самарского регионального отделения, член генерального совета Общероссийского объединения Деловая Россия.
В 2013—2016 год, член самарского регионального гражданского комитета партии Гражданская Платформа.
Март 2015 — март 2016 год председатель регионального гражданского комитета партии «Гражданская Платформа».
С 2016 года член «Партии Роста». В выборах в Госдуму и областную думу не участвовал.

## Семья
Женат вторым браком, супруга молодая домохозяйка, старший сын Константин — владелец салона Nokia на ул. Ленинградской в Самаре, владеет компаниями зарегистрированными на Кипре «Angentro Trading&Investments Ltd» — через которые являлся акционером ОАО Смартс.